# Libnotes marginalis
Libnotes marginalis är en tvåvingeart som beskrevs av Mario Bezzi 1916. Libnotes marginalis ingår i släktet Libnotes och familjen småharkrankar. Inga underarter finns listade i Catalogue of Life.